# Christos Albanis
Christos Albanis (Kalabaka, 5 de novembro de 1994) é um futebolista profissional grego que atua como atacante.

## Carreira

### Apollon Smyrnis
Christos Albanis, jogou nas categorias de base de clubes, alemães, mas se profissionalizou no Apollon Smyrnis, em 2015.  Desde 2015, atuando na segunda série grega, fez um acordo de dois anos com o clube, de Smyrnis.
Na primeira temporada fez 9 gols e 6 assistências com a malha do Apollon, conquistando o importante acesso. Na primeira divisão voltou a marcar gols contra adversários importantes como Skoda, Olympiakos, Panetolikos, Pas Giannina e sobretudo contra o AEL Larissa. Seus gols foram importantes para a permanência do Apollon Smyrnis na primeira divisão, terminando na 14º posição.

### AEK Atenas
Christos Albanis se transferiu para o AEK Atenas, em 2018, com uma porcentagem de 20% na revenda.